# 1 E12 m³
Za lažjo predstavo redov velikosti različnih prostornin je tu seznam prostornin med 1012 m3 in 1015 m3.
- manjše prostornine
- 1000 km³ (kubičnih kilometrov) je enako ...
  - 1 × 1012 m³
  - 1.000.000 milijonov kubičnih metrov (m³)
- 1100 km³ -- prostornina Aralskega jezera leta 1960
- 2760 km³ -- prostornina Viktorijinega jezera
- 4918 km³ -- prostornina Michiganskega jezera

- 1 × 1013 m³ je enako ...
  - 10.000 km³
- 1,22 × 1013 m³ -- prostornina Gornjega jezera
- 1,84 × 1013 m³ -- prostornina Tanganjiškega jezera
- 2,30 × 1013 m³ -- prostornina Bajkalskega jezera

- 5,5 × 1014 m³ -- prostornina Črnega morja
- večje prostornine